# Серафим Гревенски
Серафим (на гръцки: Σεραφείμ) е православен духовник, митрополит на Охридската архиепископия.

## Биография
Споменат е като гревенски митрополит на Охридската архиепископия на 1 март 1753 година. Втори път е споменат на 4 август 1756 година. Споменат е единствено от Хайнрих Гелцер.